# Hình sự hóa
Hình sự hóa (criminalization) trong tội phạm học, là "quá trình các hành vi và cá nhân bị biến thành tội phạm và người phạm tội". Các hành vi pháp lý trước đây có thể được chuyển thành tội phạm bằng pháp luật hoặc quyết định tư pháp. Tuy nhiên, thường có một giả định chính thức trong các quy tắc giải thích theo luật định chống lại việc áp dụng luật pháp và chỉ việc sử dụng các từ diễn đạt của cơ quan lập pháp mới có thể bác bỏ giả định này.
Sức mạnh của các thẩm phán để đưa ra luật mới và hành vi hình sự hóa lại cũng bị ngăn cản.  Theo một cách ít công khai hơn, nơi luật pháp chưa được thực thi nghiêm ngặt, các hành vi bị cấm bởi các luật đó cũng có thể trải qua quá trình hình sự hóa 'thực tế' thông qua việc thực thi pháp luật hiệu quả hơn hoặc được thực hiện.  Quá trình hình sự hóa diễn ra thông qua các tổ chức xã hội bao gồm trường học, gia đình và hệ thống tư pháp hình sự.

## Các vấn đề
Đã có một số sự không chắc chắn về bản chất và mức độ đóng góp của các nạn nhân của tội phạm.  Nhưng theo như Garkawe (2001) chỉ ra, mối quan hệ giữa nạn nhân và tội phạm học đã trở thành vấn đề.  Mối quan tâm là, trong phạm vi biện chứng của Chủ nghĩa Hiện thực Phải và Chủ nghĩa Hiện thực Trái, tập trung vào nạn nhân đang thúc đẩy quyền chọn lọc cho một số nạn nhân, và ủng hộ giả định rằng một số quyền của nạn nhân quan trọng hơn các quyền hoặc giá trị cạnh tranh trong xã hội. Ví dụ, một nhà nữ quyền Hồi giáo có thể tìm kiếm sự nhất quán đối xử với phụ nữ là nạn nhân và do đó, yêu cầu sự phân biệt tội phá thai, ngoại tình và dụ dỗ (Zina là một tội phạm Hudud trong luật sharia) và hình sự hóa hành vi bạo lực gia đình và quấy rối tình dục.
Trong lý thuyết chính thức được công bố về mặt học thuật, giai cấp thống trị thực sự của một xã hội đạt được một cái nhìn tạm thời về việc liệu một số hành vi hoặc hành vi nhất định có hại hay hình sự.  Trong lịch sử, một lý thuyết này sẽ được sửa đổi bằng các bằng chứng khoa học, y tế, bằng sự thay đổi chính trị và hệ thống tư pháp hình sự có thể hoặc không thể coi những vấn đề đó là tội ác.
Ngược lại, khi cơ quan luật pháp tại địa phương xác định rằng đó không còn là tội ác, họ có thể bị coi thường. Ví dụ, Khuyến nghị số R (95) 12 được Ủy ban Bộ trưởng Hội đồng Châu Âu thông qua về quản lý tư pháp hình sự, ủng hộ các chính sách tội phạm như phân biệt đối xử, tước quyền hoặc hoà hoãn và hòa giải nên được thông qua bất cứ khi nào có thể. Nhưng cuộc tranh luận về luật pháp và trật tự giữa các chính trị gia cánh tả và cánh tả thường hời hợt và thiếu khoa học, xây dựng các chính sách dựa trên sự hấp dẫn của họ đối với một cử tri không hiểu biết hơn là nghiên cứu được tiến hành đúng đắn.